# 대아초등학교 (전북)
대아초등학교는 대한민국 전북특별자치도 고창군에 있는 공립 초등학교이다.

## 학교 연혁
- 1957. 07. 05	석곡국민학교 대아분교장 인가 설치
- 1959. 09. 05	2학급 편성 개교
- 1960. 02. 10	대아국민학교로 승격 인가
- 1981. 03. 01	병설유치원 개원 (1학급)
- 1991. 03. 01	인천국교가 대아국민학교 인천분교로 편입
- 1992. 03. 01	인천분교 본교로 통폐합
- 1995. 11. 30	2층 교실 2칸 및 수세식 화장실 증축
- 1996. 03. 01	대아초등학교로 개명
- 1997. 03. 01 ~ 1999. 02. 28	도지정 열린교육 시범학교 운영
- 2000. 03. 01	예지초등학교 일부 본교로 통폐합
- 2002. 05. 02	교실증축 및 다목적교실 신축 (5억 3,249만원)
- 2002. 11. 28	운동장 잔디밭 조성
- 2007. 02. 28	석곡초등학교 본교로 통폐합
- 2011. 03. 02 ~ 2012. 02. 29	전라북도 교육청 지정 사회과 연구학교 운영
- 2012. 03. 01	제21대 송춘희 교장 부임
- 2014. 02. 14	제52회 졸업 (졸업생 9명/ 3122명)
- 2014. 03. 01	6학급 편성 (유치원 1학급)
- 2017. 02. 10	제 55회 졸업 (졸업생 8명/ 3142명)
- 2017. 03. 01	6학급 편성 (유치원 1학급)
- 2019. 09. 01 제 23대 김범인 교장 부임
- 2020. 01. 09 제 58회 졸업(졸업생 10명/3,164명)
- 2020. 03. 01 6학급 편성(병설유치원 1학급)

## 참고 자료
- 대아초등학교 - 한국교육학술정보원 학교알리미